# Малый Шатле
Малый Шатле (фр. Petit Châtelet) — замок в Париже, построенный в конце IX века для охраны Малого моста перекинутого через Сену в южной части острова Сите.

## История
Как и построенная на севере Сите одновременно с Малым Шатле более крупная крепость Большой Шатле, замок выполнял стратегическую задачу охраны переправ в центр столицы Франции — что было особенно актуально после набегов на Париж норманнов в ноябре 885 года. Малый Шатле был заложен в феврале 886 года и на протяжении всей своей истории представлял собой две крепостные башни, обрамлявшие и защищавшие ворота, ведущие к Малому мосту. Перестраивался в 1130 году, при короле Людовике VI. Был разрушен (как и Малый мост) при наводнении на Сене 20 декабря 1296 года. Восстановлен и реконструирован в 1369 году королём Карлом V, устроившим в нём государственную тюрьму. Король Карл VI своим указом от 27 января 1382 года передаёт Малый Шатле в управление парижского прево. В то же время замок остаётся государственной тюрьмой. 14 ноября 1591 года, во времена противостояния во Франции Католической лиги и королевской власти, в Малый Шатле были заключены председатель Парижского парламента Барнабе Бриссон, советники Клод Ларше и Тардиф, заподозренные в сочувствии к королевской партии.
Королевским указом от 22 апреля 1769 года тюрьма Малый Шатле упразднялась, само же здание было разрушено в 1782 году, при участии многочисленных толп парижан. Заключённые Малого Шатле были переведены в тюрьму Ла-Форс (фр.). Ныне на месте Малого Шатле находится площадь Малого моста (фр.), 5-й округ Парижа.